# 北施瓦地區 (奧羅米亞州)
北施瓦地區（Semien Shewa Zone）是埃塞俄比亞奧羅米亞州的12個地區之一，面積11,376.32平方公里，南面是亞的斯亞貝巴，北面是阿姆哈拉州。根據埃塞俄比亞中央統計局2005年的資料，北施瓦人口約1,626,487，其中男性806,536人，女性819,951人，9.5%居民住在市區，人口密度為每平方公里142.97人。